# Cratere Grójec
Grójec  è un cratere sulla superficie di Marte.
Il nome dato nel 1976 si riferisce la denominazione della città polacca di Grójec